# Oswald Poetzelberger
Oswald Poetzelberger (* 26. Februar 1893 in Karlsruhe; † 30. Juli 1966 in Radolfzell) war ein deutscher Maler und Illustrator.
Oswald Poetzelberger war ein Sohn des Künstlers Robert Poetzelberger und ein Neffe von Leo Putz. Er studierte in Stuttgart bei Christian Landenberger und arbeitete nach seiner Teilnahme am Ersten Weltkrieg hauptsächlich als Buchillustrator. So illustrierte er etwa Ausgaben der Märchen von Manfred Kyber. In den 1920er Jahren siedelte er nach München über, wo er sich der Münchner Künstlergenossenschaft anschloss. Seine Gemälde aus der Zeit nach diesem Umzug sind der Neuen Sachlichkeit zuzuordnen. Seinen Bildern wurde „symbolistische Ausdrucksweise“ attestiert, die „Vereinsamung des geistigen Menschen vor dem Hintergrund des Zeitstromes“ wurde als Hauptthema vieler seiner Bilder benannt. Damit entsprachen diese frühen Werke nicht dem nationalsozialistischen Kunstkanon.
In der Zeit des Nationalsozialismus war Poetzelberger Landesstellenleiter der Reichskammer der bildenden Künste (München). Für diese Zeit ist seine Teilnahme an mindestens 26 Ausstellungen sicher belegt, darunter 1934 die Biennale di Venezia und 1938 und 1939 die Große Deutsche Kunstausstellung in München. Dabei erwarb Hermann Göring 1938 das Ölgemälde Befreite Heimat und Hitler 1939 Der Morgen.
Poetzelberger erhielt gelegentlich auch Aufträge wie die Gestaltung der Wandbilder in der Cherisy-Kaserne in Konstanz (1936/37). Diese Gemälde zeigen die Erstürmung der Burg Schopflen durch die Konstanzer.
Im Zweiten Weltkrieg wurden seine Wohnung und sein Atelier in München durch Bombenangriffe zerstört, woraufhin er in das Haus seiner Familie auf der Insel Reichenau übersiedelte, in dem er sich schon zuvor häufig aufgehalten hatte. Als Vertreter der verlorenen Generation wurde Poetzelberger in der Nachkriegszeit wenig beachtet; eine umfangreichere Rezeption setzte erst im letzten Viertel des 20. Jahrhunderts wieder ein.
Sieben Gemälde Poetzelbergers befinden sich im Besitz des Reichenauer Museumsvereins, weitere Gemälde des Künstlers befinden sich als Dauerleihgabe im Reichenauer Museum.

## Ausstellungen nach 1945
- 2010 Museum Reichenau,  Welten und Träume. Gemälde voller rätselhafter Geschichten. Oswald Poetzelberger